# Сысоевка (Приморский край)
Сысо́евка — железнодорожная станция (населённый пункт) при станции Сысоевка Владивостокского отделения Дальневосточной железной дороги на линии Сибирцево — Новочугуевка в Яковлевском районе Приморского края, входит в состав Новосысоевского сельского поселения.

## География
Станция стоит на правом берегу реки Арсеньевка.
Расстояние до Арсеньева по трассе Осиновка — Рудная Пристань — около 10 км, расстояние до районного центра Яковлевка — около 30 км.

## Население
| 2001 | 2002  | 2010 | 2019 |
| ---- | ----- | ---- | ---- |
| 1458 | ↘1182 | ↘356 | ↗552 |

## Улицы
| - ул. 1 Мая, - ул. Вокзальная, - пер. Вокзальный, - ул. Гаражная, | - ул. Нефтебаза, - ул. Увальная, - ул. Шоссейная, - пер. Шоссейный. |

## Известные уроженцы
- Файков, Юрий Иванович (1938—2022) — советский и российский конструктор специальных боеприпасов.